# Багрилці
Багри́лці (болг. Багрилци) — село в Кирджалійській області Болгарії. Входить до складу общини Крумовград.

## Населення
За даними перепису населення 2011 року у селі проживали 87 осіб, з них 86 осіб (98,9%) — турки.
Розподіл населення за віком у 2011 році:
Динаміка населення: